# Gary Ross
Gary Ross (* 3. listopadu 1956 Los Angeles USA) je americký scenárista, filmový režisér a spisovatel. Režíroval filmy The Hunger Games, Pleasantville a Seabiscuit.

## Život a kariéra
Je synem scenáristy Arthura A. Rosse, který byl nominovaný na cenu Oscar za scénář k filmu Brubaker. Navštěvoval Universitu v Pensylvánii, ale nepromoval, později pracoval jako rybář. Jeho prvním produkovaným scénářem byl pro film Velký, který napsal společně s Anne Spielberg, sestrou Stevena Spielberga, který byl nominován na Oskara a Writers Guild of America Award. Napsal i několik dalších scénářů k filmům, například v roce 1993 k filmu Dave v režii Ivana Reitmana. V roce 1998 napsal a režíroval film Pleasantville. V roce 2003 napsal, režíroval a produkoval film Seabiscuit, kter7 získal sedm nominací na Oscara. Zároveň je také režisérem filmu Hunger games.